# Lilafotad fingersvamp
Lilafotad fingersvamp (Ramaria fennica) är en svampart. Enligt Catalogue of Life ingår Ramaria fennica i släktet Ramaria,  och familjen Gomphaceae, men enligt Dyntaxa är tillhörigheten istället släktet Ramaria,  och familjen Ramariaceae. Arten är reproducerande i Sverige.

## Underarter
Arten delas in i följande underarter:
- griseolilacina
- fennica